# Morpho snamenskii
Morpho snamenskii är en fjärilsart som beskrevs av Weber 1944. Morpho snamenskii ingår i släktet Morpho och familjen praktfjärilar. Inga underarter finns listade i Catalogue of Life.